# マイクロヒップス
マイクロヒップスは、ワコールが発売しているマイクロファイバーを用いたショーツである。
2000年に「21世紀の新感触ショーツ」とのキャッチフレーズで発売されて以来、ティーン・ヤングからミセスまで、人気の商品である。当初は、マイクロファィバーのマルチナイロンでセミビキニに近いハイレグ・スタンダード丈のみであったが、のちに綿混タイプやボーイレングスも発売され、ローライズタイプやサニタリーも2019年現在も発売中である。
マイクロファイバーによるマルチナイロン身生地で肌触りが非常によく、軽い履き心地が好評であり、通気性や吸湿性も高く、クロッチ裏地には綿天竺が用いられ、今までのナイロンショーツにありがちな不潔感などがないこともヒット商品につながったと思われる。どちらかというとナイロンストッキングの厚手をショーツ化した、といった感じのようであり、伸びもよく、シーンを選ばないショーツといえる。2007年秋、商品名を「Dear　Hip　Shorts　Micro」に変更し、価格を下げてリニューアルしている。